# 和歌山県道181号下湯川金屋線
和歌山県道181号下湯川金屋線（わかやまけんどう181ごう しもゆかわかなやせん）は、和歌山県有田郡有田川町を通る一般県道である。

## 概要
有田郡有田川町大字下湯川から有田郡有田川町大字粟生に至る。途中暗夜峠に、分断区間がある。

### 路線データ
- 起点：和歌山県有田郡有田川町大字下湯川（和歌山県道19号美里龍神線交点）
- 終点：和歌山県有田郡有田川町大字粟生（国道480号交点）
- 実延長：9.5 km（分断区間を除く）

## 地理

### 通過する自治体
- 有田郡有田川町

### 交差する道路
| 交差する道路             | 交差する場所 | 交差する場所 |
| ------------------------ | ------------ | ------------ |
| 和歌山県道19号美里龍神線 | 大字下湯川   | 起点         |
| 国道480号                | 大字粟生     | 終点         |

### 沿線
- 五村簡易郵便局
- 有田川

### 峠
- 暗夜峠（有田郡有田川町）